# Il pulcino Pio
Il pulcino Pio (en español: El Pollito Pio) es una canción italiana lanzada como sencillo el 18 de julio de 2012 en Globo Records por la emisora de radio romana Radio Globo. La canción está acreditada al personaje Pulcino Pio y fue interpretada por la presentadora de la cadena radial y actriz italiana Morgana Giovannetti. Se convirtió en un éxito en Italia durante el verano de 2012. También se convirtió en éxito en países europeos y del continente americano en sus respectivas versiones de idiomas locales. La versión francesa fue «Le poussin Piou», la versión en español «El pollito Pío», la versión en catalán «El pollet Piu» y la versión en inglés «The Little Chick Cheep». La canción original se lanzó en Argentina en el año 1972 en el disco llamado "Cantan los pollitos" de Los Pollitos. La versión en español ha tenido cerca de 1,4 mil millones de visitas, siendo de los videos más vistos en la plataforma YouTube, seguido por la versión original (italiano) con 280 millones.

## Detalles
«Il pulcino Pio» es una adaptación al italiano de una poesía infantil brasileña «O pintinho Piu» de Erisvaldo da Silva que había compuesto la canción a mediados de  los años 1982 (1985) e interpretada por primera vez por Trio Nortista en Brasil. Los derechos de la canción fueron adquiridos por Globo Records y la versión al italiano fue adaptada por Bruno Benvenuti, Luca Scarpa, Alessandro Tirocchi, Maurizio Paniconi y Morgana Giovannetti.
La Radio Globo ya había anotado un éxito al producir y dar a conocer su propia versión de «Mr. Saxobeat» en 2011, así que siguió la tendencia un año más tarde con el lanzamiento de «Il pulcino Pio» con Morgana Giovannetti durante su programa matutino basada en una melodía brasileña y en la que utilizaba aparentemente el nombre de Pulcino Pio.
La canción se caracterizó por una línea melódica sencilla y directa. La estructura de la pista es similar a la de muchas canciones populares y rimas, con una serie de estrofas que, en su enunciación, toma parte de las estrofas anteriores, convirtiéndose en más largo y, a menudo, difícil de recordar. Esta estructura, llamada «canción de cuna acumulativo», es típico de muchas canciones populares y canciones infantiles, pero también se pueden encontrar en algunas canciones pop.
De manera similar a la canción «El viejo MacDonald tenía una granja», en donde se utilizan varios animales, «Il pulcino Pio» contenía los sonidos de una gallina, un gallo, un pavo, una paloma, un gato, un perro, una cabra, un cordero/oveja, una vaca y un toro. en la versión de Brasil, muestra animales extra, la Gallina de guinea remplazando a la paloma, una cabra macho remplazando al Cordero y oveja y un Ciervo. La canción terminaba con un tractor amarillo arrollando al pollito y salia un globo de chat con la palabra «Oh oh!». aunque en la posterior canción Venganza el pollito Pio se vengaba por lo ocurrido y el globo de chat se remplaza con una Risa.
Tras el éxito de la canción, una versión más rápida se produjo con un vídeo musical, creado por el grupo de animación de Federico Mancosu. Fue lanzado en línea en mayo de 2012. En YouTube el vídeo musical atrajo más de 6 millones de visitas en los tres meses siguientes y 45 millones hasta diciembre de 2012.

## Versiones
La canción tuvo un gran seguimiento y surgió una serie de versiones y parodias. 
Versiones en idiomas locales
- Neerlandés: «Het kuikentje Piep»
- Inglés: «The Little Chick Cheep»
- Francés: «Le poussin Piou»
- Alemán: «Das kleine Küken piept»
- Griego: «To poulaki Tsiou» («Το Πουλάκι Τσίου»)
- Griego (versión chipriota): «To poulloui Tsiou»
- Portugués: «O pintinho Piu»
- Rumano: «Puiul Piu»
- Español: «El pollito Pío»
- Catalán: «El pollet Piu»
- Chino simplificado: «小雞嗶嗶» («Xiao Gi Bi Bi»)
- Árabe argelino: «Fellous Titiou»
- Árabe tunecino: «Felousa Pio»
- Pierciscano: «Putzino Píu»
- Ruso: «Цыплёнок Пи» («Tsyplonok Pi»)
- Polaco: «Kurczaczek Pi»
- Cabilio: «Wefroukh Titiou»

## Vídeo derivado
El 17 de septiembre de 2012, Radio Globo lanzó una versión alternativa llamada «La vendetta» en el que el pollito cantando se venga del tractor que le pasó por encima en el video musical original.

## Posicionamiento en listas y certificaciones
| Título del sencillo      | Lista (2012–13)                             | Mejor posición |
| ------------------------ | ------------------------------------------- | -------------- |
| «Il pulcino Pio»         | Italia (FIMI Singles Chart)                 | 1              |
| «El pollito Pío»         | España (Top 100 Canciones)                  | 7              |
| «Het kuikentje Piep»     | Bélgica (Flandes) (Ultratop 50)             | 5              |
| «Het kuikentje Piep»     | Países Bajos (Dutch Top 40)                 | 2              |
| «Le poussin Piou»        | Bélgica (Valonia) (Ultratip Bubbling Under) | 15             |
| «Le poussin Piou»        | Francia (SNEP)                              | 9              |
| «Das kleine Küken piept» | Alemania (Media Control AG)                 | 10             |
| «Das kleine Küken piept» | Austria (Ö3 Austria Top 40)                 | 23             |
| «To pouláki Tsíou»       | Grecia Singles Chart                        | 1              |

| País   | Organismo certificador | Certificación | Ref.  |
| ------ | ---------------------- | ------------- | ----- |
| Italia | FIMI                   | Multi platino | [ 2 ] |